# Kabaklı, Çiçekdağı
Kabaklı là một xã thuộc huyện Çiçekdağı, tỉnh Kırşehir, Thổ Nhĩ Kỳ. Dân số thời điểm năm 2010 là 173 người.